# Omar Tyree
Omar Rashad Tyree (nascido em 15 de abril de 1969) é um romancista afro-americano.  Ele é conhecido por seu livro best-seller For the Love of Money e Mayor for Life: The Incredible Story of Marion Barry Jr. 

## Infância e educação
Tyree, também conhecido como Briggs, nasceu em 1969 na Filadélfia, Pensilvânia, Estados Unidos. Ele se formou na Central High School em 1987; depois disso, ele se matriculou na Universidade de Pittsburgh, onde estudou para se tornar um farmacêutico antes de se transferir para a Howard University em 1989.
Sua jornada como empresário começou aos vinte e poucos anos, quando abriu uma editora de livros, a Mar Productions, para lançar suas primeiras obras de ficção. Recentemente, Tyree lançou seu primeiro filme, The Lure of Young Women .
Em 1991, Tyree formou-se em jornalismo impresso pela Howard University.

## Carreira
Pouco depois de formado, passou a trabalhar como repórter e editor assistente no The Capitol Spotlight. Mais tarde, ele trabalhou como repórter-chefe da News Dimensions.
Em 2003, Tyree lançou um álbum de hip-hop intitulado Rising Up! 
O primeiro livro de não ficção de Tyree, The Equation: Applying the 4 Indisputable Components of Business Success, foi publicado em janeiro de 2009.

## Prêmios e reconhecimento
- 2001: Prêmio NAACP Image de Literatura Extraordinária[5]
- 2006: Prêmio Literário Phillis Wheatley para Corpo de Trabalho em Ficção.